# Coelichneumon magniscopa
Coelichneumon magniscopa är en stekelart som beskrevs av Heinrich 1961. Coelichneumon magniscopa ingår i släktet Coelichneumon och familjen brokparasitsteklar. Inga underarter finns listade i Catalogue of Life.